# Сандретти, Альберто
Альбе́рто Сандре́тти (15 февраля 1933; Сесто-Сан-Джованни — 17 мая 2019; Арезе) — итальянский предприниматель, меценат и коллекционер, почетный консул РФ в Венеции.

## Биография
В 1956 году поступил на Философский факультет МГУ, интересовали его философы-экзистенциалисты и Достоевский, диплом защитил по проблеме государства в ранних работах Карла Маркса. В начале 1960-х вернулся в СССР как переводчик и представитель фирмы FIAT.
Тогда он увлёкся советским искусством, его интересовало многое: агитационный фарфор, значки, портсигары, почтовые открытки, плакаты, работы художников-нонконформистов. Сандретти познакомился с ведущими неофициальными художниками, в том числе с Эдуардом Штейнбергом, Борисом Свешниковым, Владимиром Немухиным, Лидией Мастерковой, Оскаром Рабиным, Дмитрием Плавинским, Львом Кропивницким, и стал собирать их работы.
В 1970-е гг., работая в Италии, он продолжал собирать русские и советские картины, начал устраивать выставки своей коллекции. Так, 25 картин из собрания Сандретти были показаны на известной выставке «Прогрессивные течения в Москве» (нем. Progressive Strömungen in Moskau; Бохум, 1974). В 1977 году 16 произведений были включены в скандальную выставку «Новое советское искусство. Неофициальная перспектива» (итал. La nuova arte sovietica. Una prospettiva non ufficiale), показанную в рамках Венецианской биеннале, которая вошла в историю как «Биеннале диссидентов», после этого павильон СССР в Венеции был закрыт до 1982 года.
В 1990-х Сандретти на свои деньги провёл реставрацию исторического здания российского павильона, построенного А. В. Щусевым в 1914 году. В связи с этим в 1998 году был назначен почётным консулом России в Венеции и сохранял эту должность до 2005 года.
В 2007 году в музее современного искусства MART в городе Роверето прошла выставка «Arte contro. Русское искусство второй половины XX века из коллекции Альберто Сандретти».
В 2008 году Сандретти награждён призом «За поддержку современного искусства России» за помощь в восстановлении российского павильона на Венецианской биеннале.

## Коллекция Сандретти
По словам самого коллекционера, в 2007 году его собрание насчитывало в общей сложности около 22000 единиц, включая 2500 картин, 5500 плакатов, 500 произведений советского агитационного фарфора, 600 значков 1930-х гг.
Среди художников, чьи работы представлены в коллекции, — Юлий Перевезенцев, Эрик Булатов, Владимир Немухин, Оскар Рабин, Борис Свешников, Лев Кропивницкий, Лидия Мастеркова, Дмитрий Краснопевцев, Юло Соостер, Авдей Тер-Оганьян, Дмитрий Плавинский, Сергей Сапожников, Евгений Чубаров, Сергей Шутов, Владимир Яковлев и мн. др.